# Transmitter (Band)
Transmitter ist eine Band, die 2000 in Hannover gegründet wurde. Die Musik von Transmitter bedient sich verschiedenster Genres. So finden sich neben Electro-, Hip-Hop- und Dub-Elementen auch Einflüsse aus Jungle, Rock und Drum and Bass. Konzerte werden durch eine Licht- und Video-Performance ergänzt.

## Bandgeschichte
Transmitter ging im Januar 2000 aus der Formation Psynostics, die bereits zu Beginn der in den 1990er Jahren aufkommenden Electronic-Welle aktiv war, hervor. Die Band bestand zu Beginn aus Mo Heidrich, René Laroche (Bass) und Michael Lichtblau (Schlagzeug). Wenig später komplettierte der englische Sänger und MC Jeff Ogle die Gruppe. Nach den ersten Konzerten schied René Laroche aus privaten Gründen aus der Band aus. Seine Interpretation des Bassspiels zu elektronischer Musik prägte jedoch weiterhin die Musik der Band. Auf eine erneute Aufnahme eines Bassisten wurde verzichtet. Zeitgleich wurden in Hannover Studioräume bezogen. Durch den noch aus Psynostics-Zeiten bestehende Kontakt zu dem Berliner Label Timing Recordings, speziell zu Armin Mostoffi, veranstaltete die Band bereits im Jahr 2001 die erste deutschlandweite Tour.
Ohne Plattenlabel oder Bookingagentur wurden in den Jahren 2000 bis 2003 etwa 100 Konzerte gespielt. Unterstützung auf der Bühne erhielten Transmitter ab 2002 von Martin Hauck, der das Bandspektrum mit seinen Videoprojektionen erweitert. In diesem Jahr kam über Armin Mostoffi ein Kontakt zum Berliner Produzenten J. A. Skutnik (Nitribeat) zustande. In den darauf folgenden zwei Jahren wurde in dessen Studio in Berlin-Kreuzberg der Sound und das Arrangement der Band weiterentwickelt.
Im November 2004 erschien mit Pop Hooligan das Debütalbum in Kooperation mit Skutnik, der kurz darauf nach London zog, was zum Ende der Zusammenarbeit führte. Zum Album wurde die Single Westside Criminal, mit einem auf dem heute nicht mehr zugänglichen Teufelsberg in Berlin spielenden Video veröffentlicht.
Ende 2004 folgte eine Club-Tour durch Deutschland. Diese Tour setzte sich im Sommer 2005 in Großbritannien, den Niederlanden und Luxemburg fort. Nach der Tour begann die Arbeit am zweiten Album i see red, das im April 2007 veröffentlicht wurde. Zuvor erschien im März desselben Jahres die Single-Auskopplung No.1. Im Jahr 2007 übernahm Stefan Bielesch aus beruflichen Gründen den Part des Schlagzeugers auf der Sommertour von Michael Lichtblau. Diese Tour führte die Band erneut nach Großbritannien, in die Niederlande nach Belgien und in die Schweiz. Ende 2007 übergab Michael Lichtblau den Schlagzeug-Part endgültig an Stefan Bielesch ab. Nach einigen Festival- und Club-Auftritten erschien Ende 2008 die EP Tripswitcher. Es folgte eine kurze Tour mit den Bands Dan Hiob Experiment und Ostkreutz.
Im Mai 2009 erschien die Single Fall to the Floor. Für das Video zur Single im Stile japanischer Manga-Comics war der Grafiker Eike Braselmann aus Hannover verantwortlich. Im Sommer 2009 traten Transmitter auf mehreren Festivals auf, so auf dem Taubertal-Festival, dem Open Flair, und dem Prestenice Festival in Tschechien. Auf dieser Tour komplettierte Ti Schimschal, einer der ehemaligen Psynostics, als VJ die Band. Seit 2014 steht er aus beruflichen Gründen nicht mehr auf der Bühne, ist bis heute jedoch als VJ, Grafiker und Programmierer Teil der Band.
Im Herbst/Winter 2009 begleiteten Transmitter die Erfurter Elektro-Rocker von Northern Lite auf ihrer deutschlandweiten Letters & Signs-Tour.
Im September 2010 erschien die Single Never Mess als erste Auskopplung des Albums Overloader, das im Oktober 2010 erschien. In den folgenden Jahren erschienen neben den Singles Never Mess (September 2010), Creation (Mai 2012) das dritte Album Overloader (Oktober 2010) und die EP 40.000 Horses (Mai 2012).
Das im Januar 2015 veröffentlichte Album Smaschine soll der letzte physische Tonträger gewesen sein. Die Band beabsichtigt, künftig nur noch Veröffentlichungen in verschiedenen digitalen Formaten vorzunehmen.
Nach der zweijährigen Smaschine-Europa-Tournee 2015/2016 spielt Transmitter bis heute in Clubs und auf Festivals u. a. in England, Tschechien, Italien, Kroatien, in der Schweiz, Luxemburg, Belgien, in den Niederlanden, Georgien und Deutschland.

## Diskografie

### Alben
- 2004: Pop Hooligan (Tennisschallplatten/edel music)
- 2007: i see red!  (Artist-Station Records/Soulfood)
- 2010: Overloader  (tzunami-music/unaMusic/tonpool/ASBE Media)
- 2015: Smaschine  (tzunami-music/Minihorse Records/Royal Flame Music/22D Music/ASBE Media)

### EPs
- 2002: Cracking the Safe (Tzunami Music)
- 2006: International Calling (Tzunami Music)
- 2008: Tripswitcher (Tzunami Music/Time Tools)
- 2012: 40.000 Horses (Tzunami Music/Time Tools/Zebralution)
- 2019: Session One of Four (tzunami-music/Time Tools/ASBE Media)
- 2023: Rules – Session Two of Four (tzunami-music/Time Tools/ASBE Media)

### Singles
- 2004: Westside Criminal (Tennis-Schallplatten/edel music)
- 2007: No.1 (Artist-Station Records/Soulfood)
- 2009: Fall to the Floor (Tzunami Music/Time Tools)
- 2010: Never Mess (Tzunami Music/unaMusic/tonpool/ASBE Media)
- 2012: Creation (Tzunami Music/Time Tools/Zebralution)
- 2013: Crossed Swords (Tzunami Music/Time Tools/Zebralution)
- 2014: After Dark (Royal Flame Music/Minihorse Records/Tzunami Music/ASBE Media)
- 2015: Crossed Swords (Royal Flame Music/Minihorse Records/Tzunami Music/ASBE Media)
- 2015: 75.000 Tons of Soul (Royal Flame Music/Minihorse Records/Tzunami Music/ASBE Media)
- 2015: Remedies for Destruction (Royal Flame Music/Minihorse Records/Tzunami Music/ASBE Media)

### Videos
- 2002: Cracking the Safe (Regie: Andreas Piehl et al./HalbTotal)
- 2005: Westside Criminal (Regie: Benjamin Reinhardt)
- 2009: Fall to the Floor (Regie: Eike Braselmann)
- 2010: Never Mess (Regie: Transmitter)
- 2013: Crossed Swords (Regie: Transmitter)
- 2014: After Dark (Regie: Transmitter)
- 2015: Song 2 (Regie: Matthias Motte Jansen)
- 2015: 75.000 Tons of Soul (Regie: Georgie Weeratunga)
- 2015: Remedies for Destruction (Produzenten: Cornelius Malerczyk/Benjamin Rupp (Technische Hochschule Mittelhessen))
- 2016: Smaschine-Roadmovie (Regie: ASBE Media/Transmitter)
- 2023: Choose your Blood (Regie: ASBE Media)